# اورومبامبا (پرو)
اورومبامبا (به اسپانیایی: Urubamba) یک شهر در پرو است که در منطقه کوزکو واقع شده‌است. اورومبامبا ۲٬۷۰۰ نفر جمعیت دارد و ۲٬۸۷۱٫۲۵ متر بالاتر از سطح دریا واقع شده‌است.

## خواهرخوانده
شهر اشینگ خواهرخواندهٔ اورومبامبا، پرو هست.